# パローディ・リーグレ
パローディ・リーグレ（伊: Parodi Ligure）は、イタリア共和国ピエモンテ州アレッサンドリア県にある、人口約600人の基礎自治体（コムーネ）。

## 地理

### 位置・広がり
| 隣接するコムーネは以下の通り。 - ボージオ - カステッレット・ドルバ - ガーヴィ - モンタルデーオ - モルネーゼ - サン・クリストーフォロ |

### 地震分類
イタリアの地震リスク階級 (it) では、3 に分類される
。

## 行政

### 分離集落
パローディ・リーグレには、以下の分離集落（フラツィオーネ）がある。
- Cadegualchi, Cadepiaggio, Cadimassa, Tramontana, Tramontanino

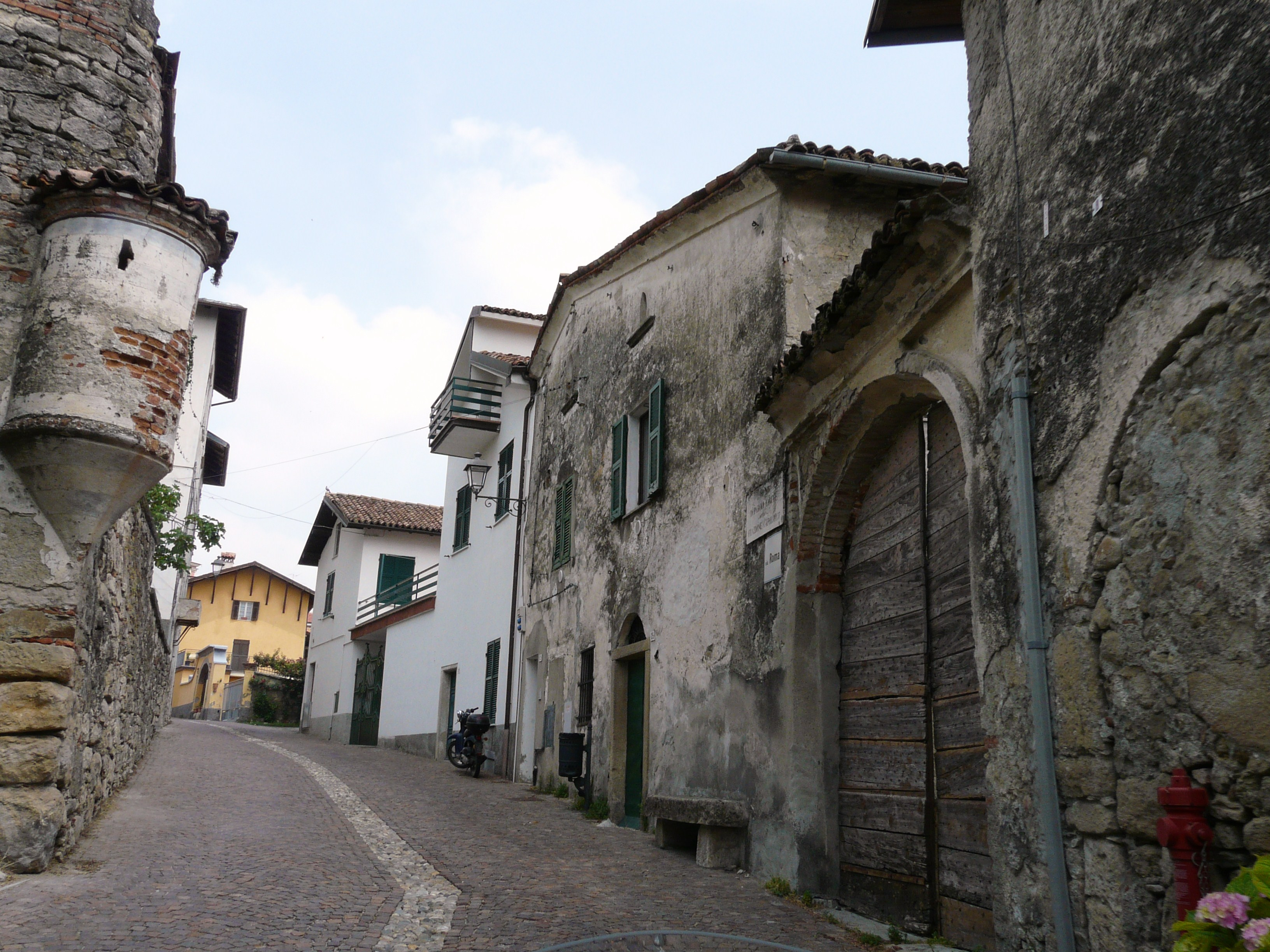
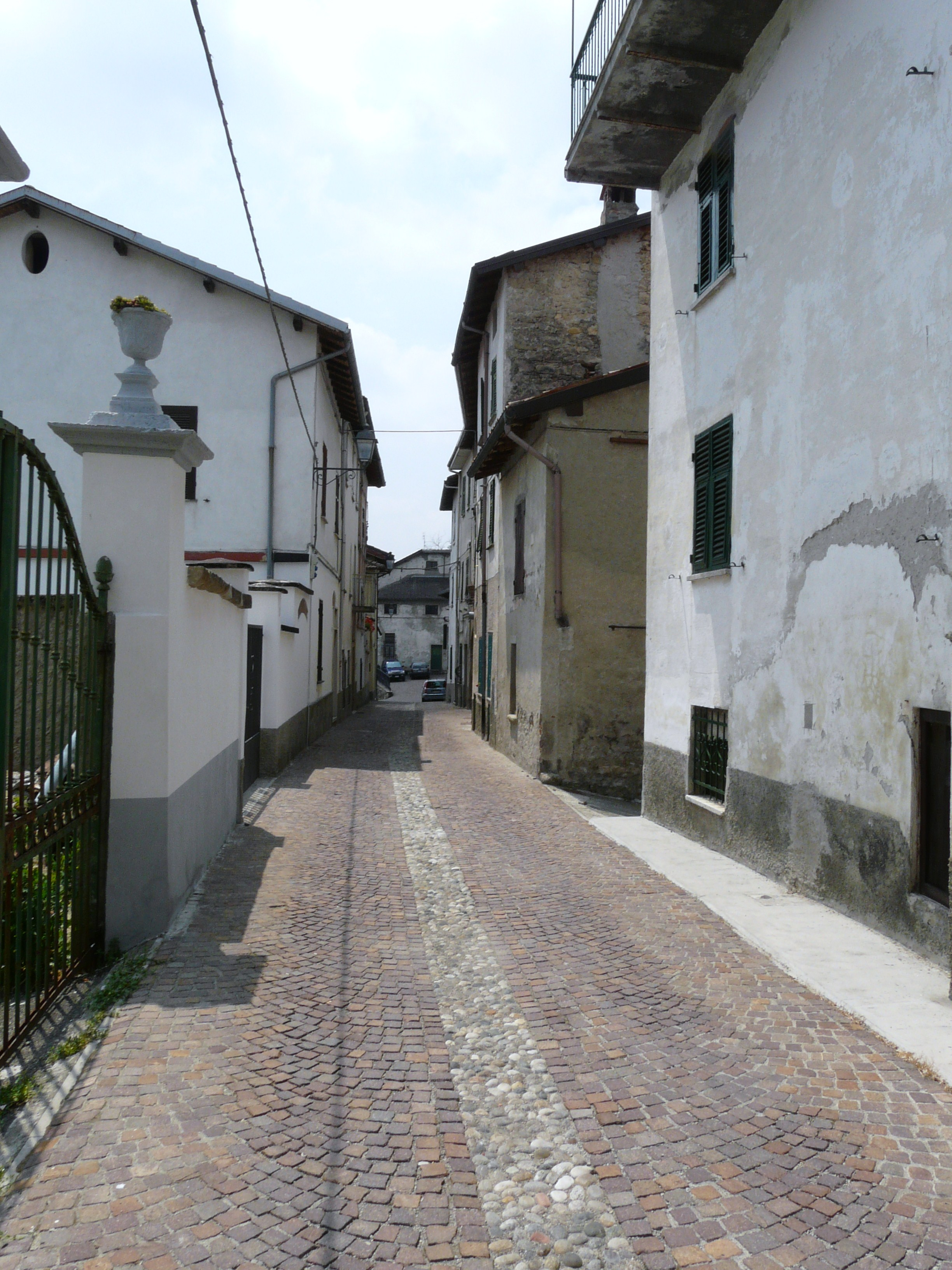
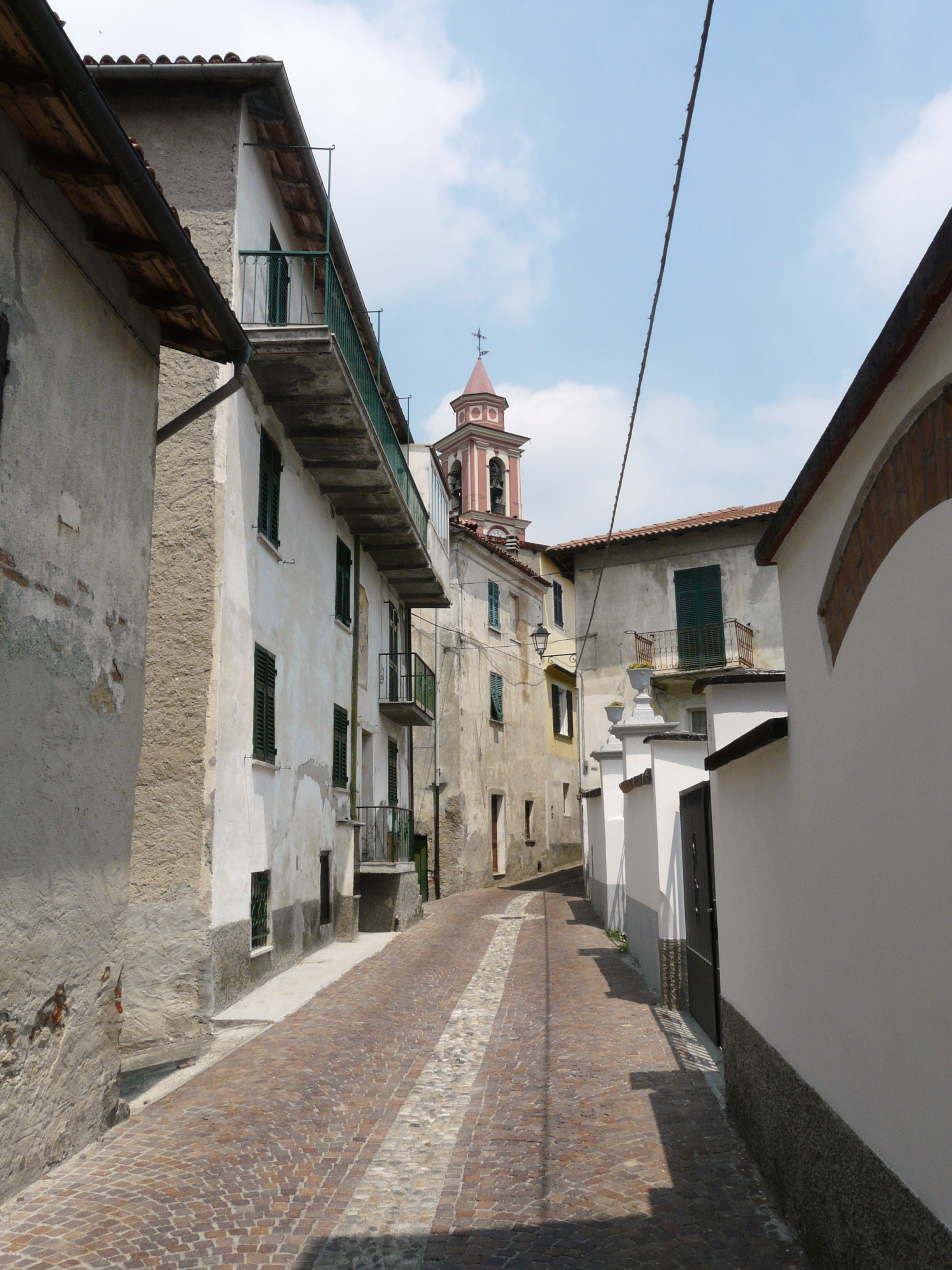
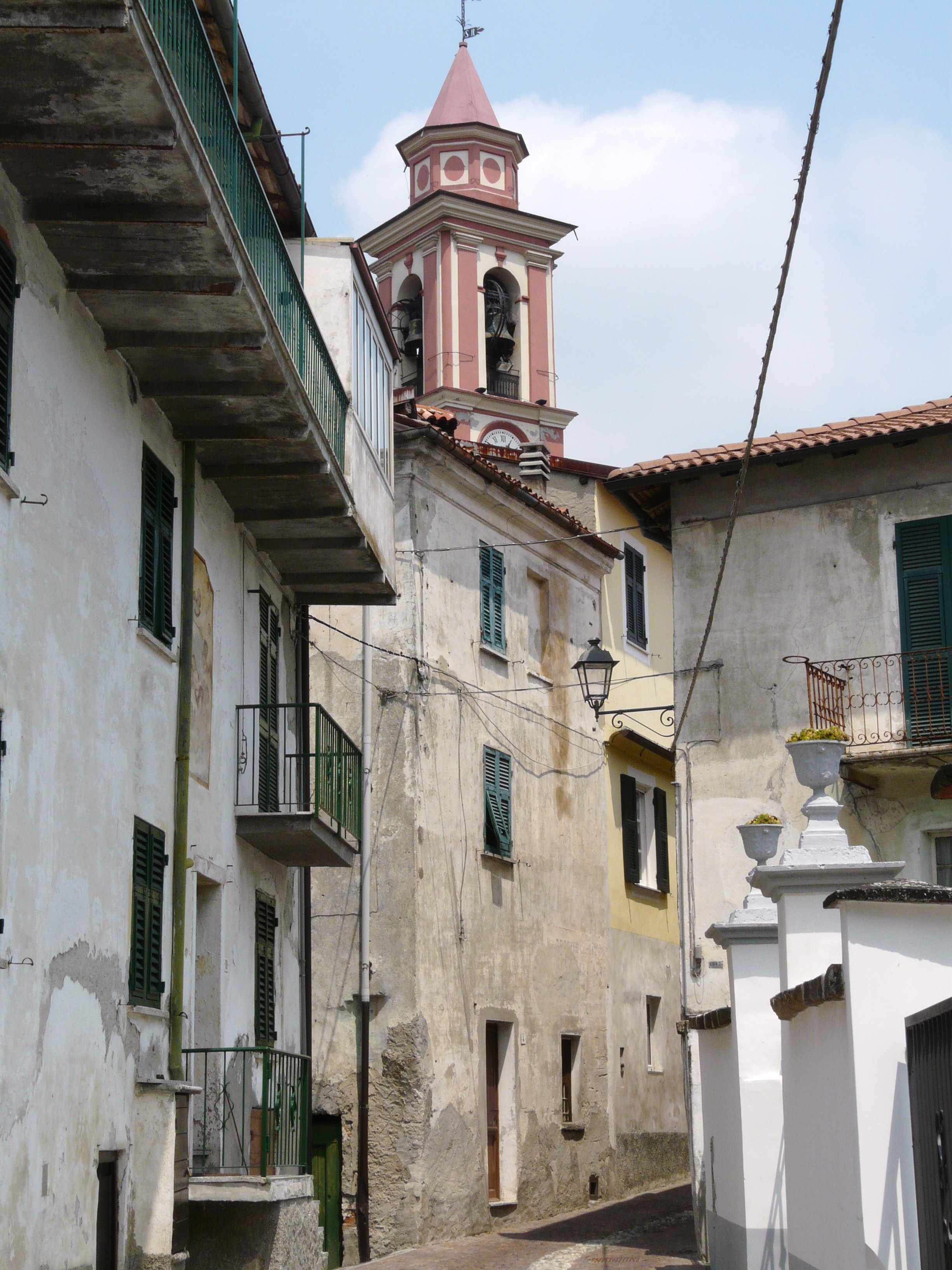
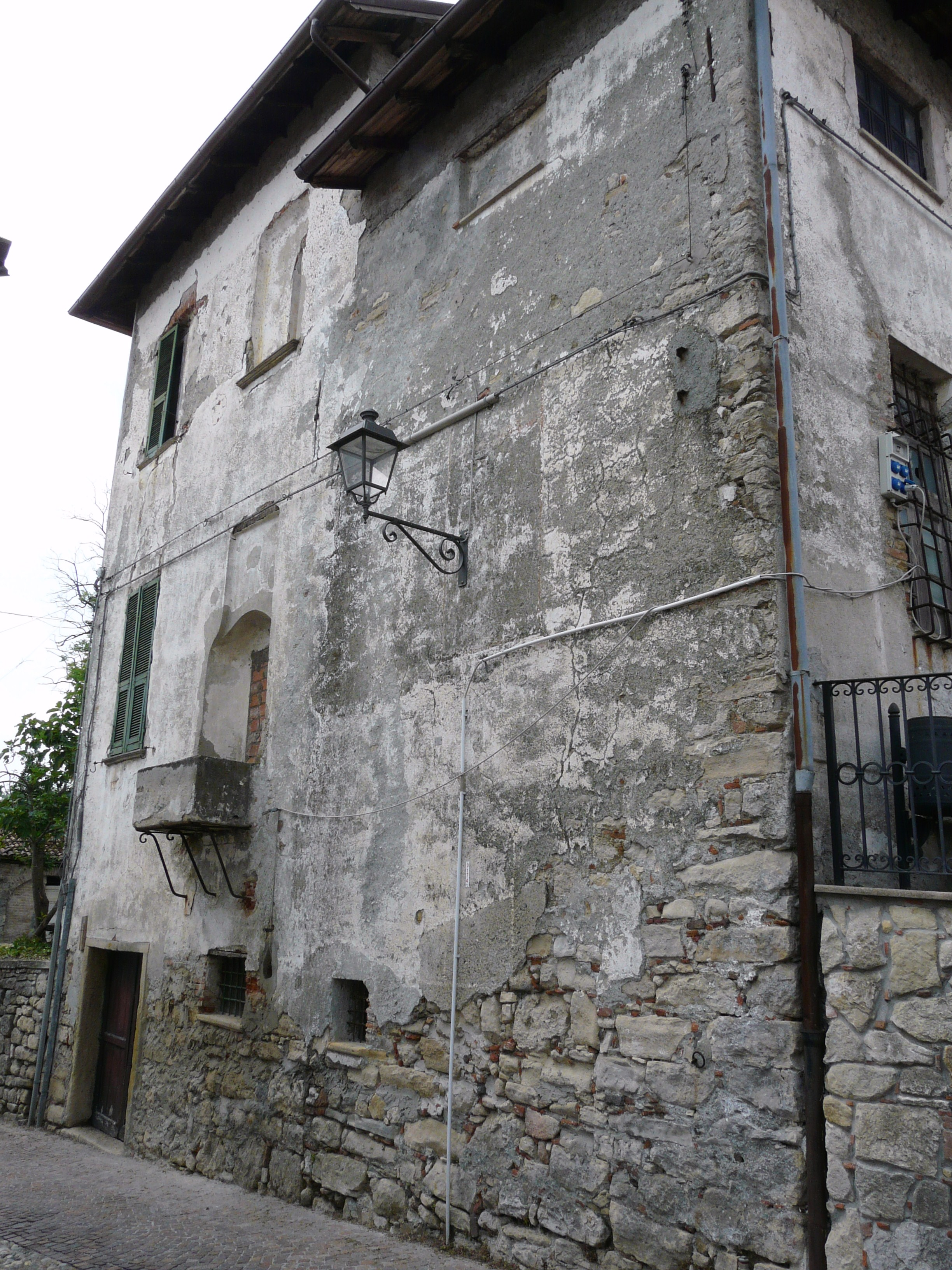
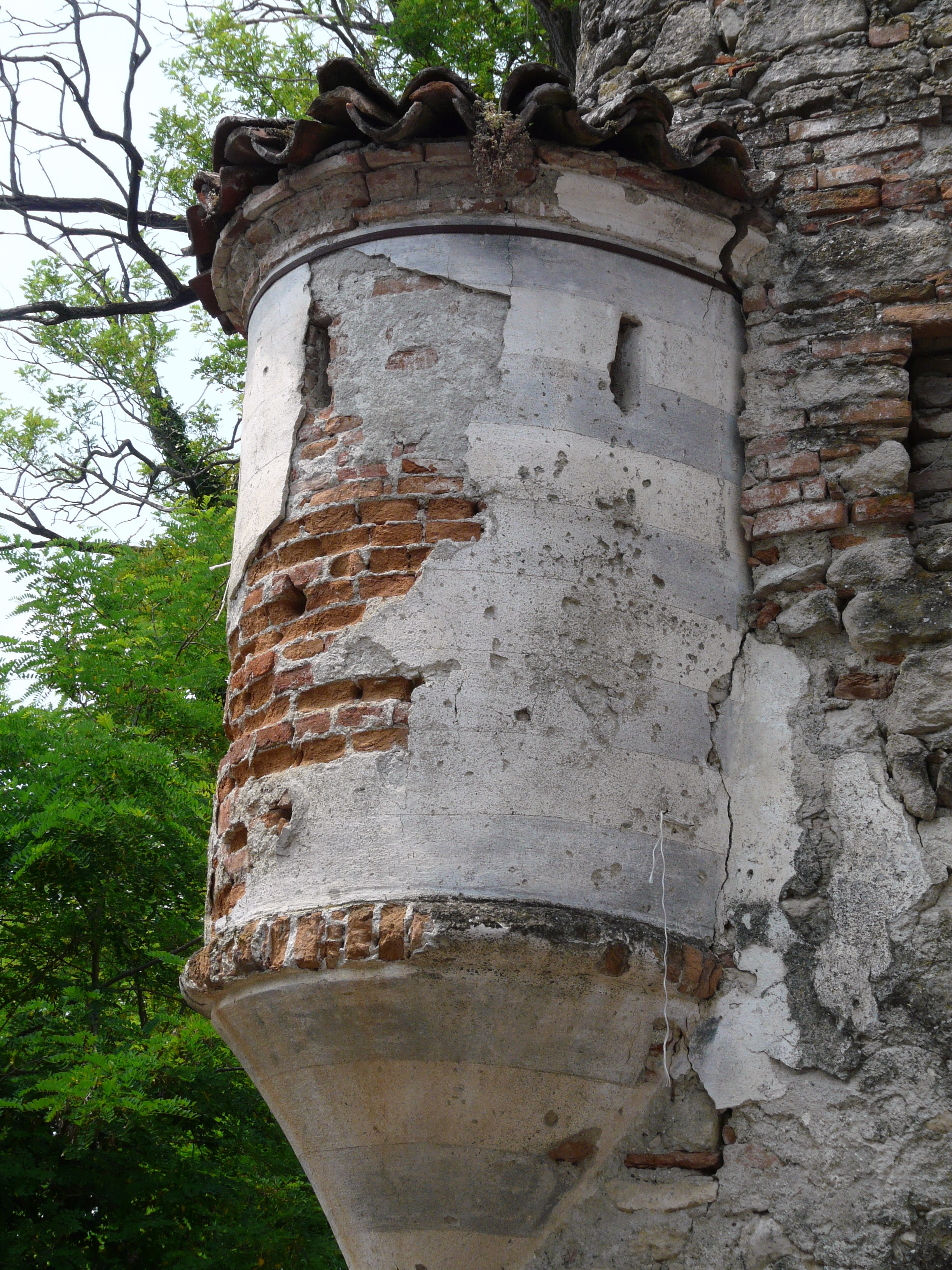
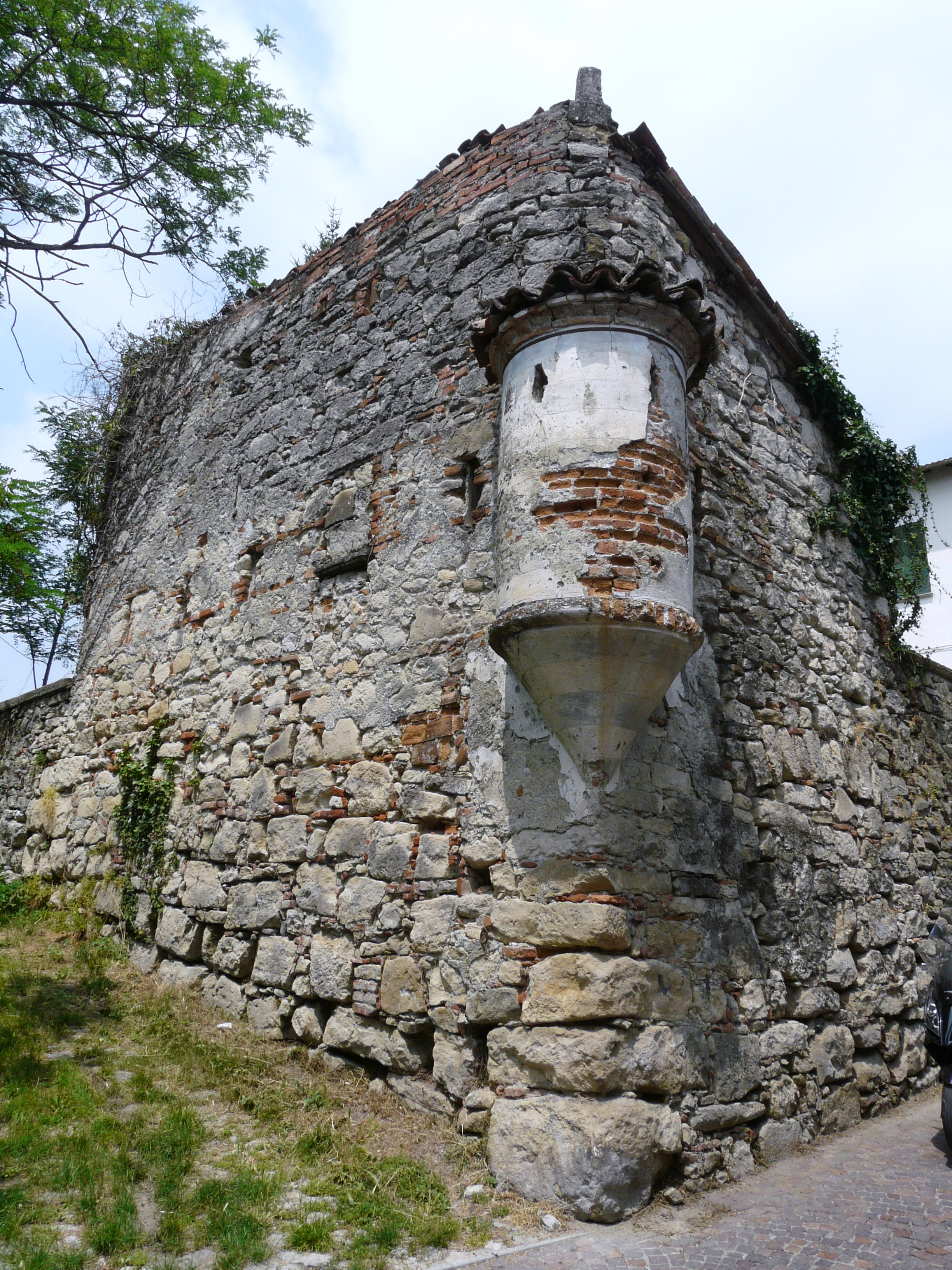